# Poienile de sub Munte
Poienile de sub Munte (ukr. Русь Поляни, Ruś Polany, pol. hist. Ruska Polana) – wieś w Rumunii, w okręgu Marmarosz, w gminie Poienile de sub Munte. W 2011 roku liczyła 10 073 mieszkańców.